# Rarities Volume I & Volume II
Rarities Vol. I e Rarities Vol. II são duas coletâneas lançadas pelo The Who na década de 1980. Em 1982, após o anúncio da turnê de Who's Last, a Polydor decidiu compilar dois álbuns com canções da banda até então indisponíveis - a maioria obscuros lados-B dos singles.

## Faixas de Rarities Vol. I (1966-68)
1. "Circles" (Townshend)
2. "Disguises" (Townshend)
3. "Batman" (Berry, Altfeld, Weider)
4. "Bucket T" (Atrield/Christian/Torrence)
5. "Barbara Ann" (Fred Fassert)
6. "In the City" (Moon / Entwistle)
7. "I've Been Away" (Entwistle)
8. "Doctor, Doctor" (Entwistle)
9. "The Last Time" (Jagger / Richards)
10. "Under My Thumb" (Jagger / Richards)
11. "Someone's Coming" (Entwistle)
12. "Mary Anne with the Shaky Hand" (Townshend)
13. "Dogs" (Townshend)
14. "Call Me Lightning" (Townshend)
15. "Dr.Jekyll and Mr. Hyde" (Entwistle)

### Detalhes
- "Circles" - A versão produzida pelo Who, completamente diferente da produzida por Shel Talmy e lançada no lado-B do single "Substitute".

- "Disguises", "Batman", "Barbara Ann", "Bucket T" - Lançadas originalmente no EP "Ready, Steady Who", composto apenas de faixas raras e lançado em 1966.

- "In the City" - Versão original de Pete Townshend, lançada no lado-B de "I'm a Boy".

- "I’ve Been Away" - canção composta por John Entwsitle.

- "Doctor, Doctor" - Composta por Pete Townshend em 1967. Foi lançada no mesmo ano, em 22 de abril, no lado-B de "Pictures of Lily", o primeiro single a sair pelo selo Track Records.

- "The Last Time", "Under My Thumb" - Canções do Rolling Stones, compostas por Mick Jagger e Keith Richards. Foram lançadas pelo Who em 1968 em apoio à dupla, presa na Inglaterra por porte de drogas. No dia do lançamento do single, no entanto, Jagger e Richards foram soltos da prisão. John Entwistle não participou da gravação, pois se encontrava em lua-de-mel. Pete Townshend gravou o baixo em seu lugar. Uma versão de "Under My Thumb" em estéreo, sem a guitarra-base, foi lançada na versão remasterizada de Odds & Sods em 1996.

- "Someone’s Coming" - Lançada originalmente como o lado-B de "I Can See For Miles" no Reino Unido e no lado-B de "Magic Bus" nos EUA. Composta por John Entwistle, marcou a primeira vez que Roger Daltrey gravou os vocais principais numa canção de Entwistle.

- "Mary Anne With the Shaky Hand" - Esta versão, das três gravadas, foi lançada nos EUA no lado-B de "I Can See For Miles".

- "Dogs", "Call Me Lightning" - lançadas como single em junho de 1968.

- "Doctor Jekyll and Mr. Hyde" - Esta composição de John Entwistle, a primeira das duas versões lançadas, saiu originalmente no lado-B de "Magic Bus" no Reino Unido. Esta versão traz o baixo de Entwistle mais proeminente, e bateria e efeitos sonoros que foram removidos na segunda mixagem. A outra versão foi lançada nos EUA no lado-B de "Call Me Lightning"

## Faixas de Rarities Vol. II (1970-1973)
1. "Join Together" (Townshend)
2. "I Don’t Even Know Myself" (Townshend)
3. "Heaven And Hell" (Entwistle)
4. "When I Was A Boy" (Entwistle)
5. "Let’s See Action" (Townshend)
6. "The Relay" (Townshend)
7. "Waspman" (Moon)
8. "Here For More" (Daltrey)
9. "Water" (Townshend)
10. "Baby Don't You Do It" (Holland-Dozier-Holland)

### Detalhes
- "Join Together" - Composta para o projeto Lifehouse de Pete Townshend, foi o segundo dos três singles lançados após Who's Next.

- "I Don’t Even Know Myself" - Foi a primeira de uma série de 12 canções propostas para o projeto Lifehouse mas que não saíram em Who's Next. Apareceu no lado-B do single "Won't Get Fooled Again" em 1971.

- "Heaven and Hell" - Lançada originalmente no lado-B de "Summertime Blues". Infelizmente nunca foi mixada em estéreo, pois a mixagem em mono dá pouco destaque à bateria de Keith Moon. Composta por John Entwistle, era usada para abrir shows ao vivo no período 1969-1970. Entwistle regravou uma versão mais lenta para seu primeiro álbum solo, Smash Your Head Against the Wall.

- "When I Was a Boy" - Composta por John Entwistle em 1971 e lançada no lado-B de "Let's See Action".

- "Let's See Action" - Parte do abandonado projeto Lifehouse, foi o primeiro dos três singles lançados após Who's Next.

- "The Relay" - Parte do abandonado projeto Lifehouse e o terceiro dos três singles lançados após Who's Next.

- "Waspman" - Composta por Keith Moon em 1970 e lançada originalmente no lado-B de "The Relay"

- "Here for More" - Uma das poucas composições de Roger Daltrey, foi lançada pela primeira vez no lado-B de "The Seeker".

- "Water" - Era uma jam dos concertos da banda, composta por Pete Townshend no final dos anos 60. Só seria gravada em 1973, quando foi usada no lado-B de "5:15".

- "Baby Don't You Do It" - Gravada ao vivo em São Francisco em  1971 e lançada pela primeira vez no lado-B de "Join Together.

## Músicos
- Roger Daltrey – vocais
- Pete Townshend – guitarra, violão, teclado, vocais
- John Entwistle – baixo, metais, vocais
- Keith Moon – bateria, percussão
- Nicky Hopkins – teclado